# Loppa di altoforno
La loppa d'altoforno (o scoria d'altoforno) è un sottoprodotto del processo di produzione della ghisa, durante il quale si formano grandi quantità di scoria che ha una composizione non lontana da quella del cemento Portland.
La scoria acquista caratteristiche idrauliche se all'uscita dall'altoforno viene raffreddata bruscamente e trasformata in granuli porosi a struttura vetrosa (silice amorfa) detti loppa granulare.
Questi in seguito vengono macinati per ottenere una polvere di finezza paragonabile a quella del cemento.
Altrimenti si comporta come un materiale inerte.

## Attività idraulica latente
Rispetto ai materiali con attività pozzolanica, come la pozzolana, la loppa finemente macinata mescolata con l'acqua ha il potere di indurire, seppur con molta lentezza, anche in assenza di idrossido di calcio.
L'aggiunta di piccole quantità di calce accelera il processo di indurimento; questo tipo di comportamento viene definito attività idraulica latente.

## Applicazioni in edilizia
La loppa d'altoforno è utilizzata come aggiunta di tipo II, grazie alla sua attività idraulica latente. Addizionata al cemento Portland in proporzioni variabili, dà origine ai cementi d'altoforno o siderurgici.
La bontà dell'accoppiamento loppa — clinker di Portland è garantita dalla calce liberata durante l'idratazione di quest'ultimo. 
Secondo le UNI EN 197-1 i cementi d'altoforno sono indicati come cementi tipo III (CEM III). La loppa è contrassegnata con la lettera S (dall'inglese slag).
Di questi cementi, in base principalmente alla percentuale di loppa granulata, vengono individuati tre sottotipi:
- CEM III/A con percentuale di loppa compresa tra il 36% e il 65%;
- CEM III/B con percentuale di loppa compresa tra il 66% e l'80%;
- CEM III/C con percentuale di loppa compresa tra l'81% e il 95%.

Poiché la loppa granulata d'altoforno è lenta ad indurire, questa caratteristica rallenta lo sviluppo iniziale della resistenza alle brevi stagionature (2-7 giorni) che è dovuta solamente all'azione del clinker del cemento Portland, ma contribuisce a guadagnare la resistenza finale.
L'effetto negativo sulla resistenza iniziale cresce proporzionalmente all'aumentare del contenuto di loppa, quando la temperatura di stagionatura è relativamente modesta.
Pertanto, per tenori di loppa superiore al 90%, la resistenza a compressione a breve scadenza è praticamente assente, essendo la quantità di cemento Portland esigua; in queste percentuali non è possibile produrre cementi di classe di resistenza 42,5R, 52,5 e 52,5R, poiché i cementi siderurgici non possono garantire i valori minimi di resistenza a compressione a 2 giorni previsti dalla UNI EN 197-1.
Entro certi limiti il rallentamento iniziale può essere compensato aumentando la finezza di macinazione e agendo sulle condizioni di stagionatura.
Il cemento d'altoforno ha prestazioni che in alcune situazioni lo rendono più idoneo del cemento Portland.
Il minor tenore di cemento Portland, come avviene per i cementi pozzolanici, determina i seguenti vantaggi:
- sviluppo di calore ridotto: essendoci un minore quantitativo di clinker di Portland, risulta inferiore il contenuto di alluminato tricalcico di silicato tricalcico, che sono i componenti del clinker che producono maggior calore di idratazione. Questo effetto è molto più marcato nei cementi siderurgici rispetto ai cementi pozzolanici. Infatti il cemento pozzolanico ha bisogno di una determinata quantità di clinker di Portland, tale da garantire un contenuto di calce necessario all'attivazione della pozzolana, mentre la loppa abbisogna solo di piccole quantità di calce, e perciò di clinker di Portland, per accelerare il suo indurimento. Se le percentuali di loppa sono elevate (> 80), si può arrivare ad uno sviluppo di calore estremamente basso. Pertanto il cemento siderurgico è molto utilizzato nei getti massivi come platee di fondazione e dighe;
- maggiore resistenza all'attacco solfatico: essendoci un minore quantitativo di clinker di Portland, risulta inferiore il tenore di alluminato tricalcico che è l'elemento del cemento sensibile all'azione dei solfati (ettringite). Nel confronto con il cemento pozzolanico vale lo stesso discorso fatto per il punto precedente;
- maggiore resistenza al dilavamento: essendoci un minore quantitativo di clinker di Portland, risulta inferiore il tenore di calce. L'idrossido di calcio in presenza di acque aggressive viene dilavato creando una struttura porosa e quindi più accessibile agli agenti esterni. Pertanto un minor tenore di calce determina una matrice cementizia più compatta e un calcestruzzo più durevole. Nel confronto con il cemento pozzolanico vale lo stesso discorso fatto per il primo punto.

## Composizione chimica della loppa come aggiunta
La loppa granulata d'altoforno deve essere costituita da:
- almeno 2/3 in massa della somma di ossido di calcio (CaO), ossido di magnesio (MgO) e biossido di silicio (SiO2);
- il resto da ossido di alluminio (Al2O3) e modeste quantità di altri composti.

Deve risultare inoltre il seguente rapporto in massa:
- (CaO + MgO)/(SiO2)> 1

## Normativa
UNI EN 15167-1:2006 Loppa granulata d'altoforno macinata per calcestruzzo, malta e malta per iniezione - Parte 1: Definizioni, specifiche e criteri di conformità.